# Margarete Hoffer
Margarete Hoffer (* 31. Juli 1906 in Marburg an der Drau; † 17. März 1991 in Graz) war eine deutsche Theologin und Gegnerin des Nationalsozialismus im Dritten Reich. Im Jahr 2012 wurde sie posthum von der israelischen Gedenkstätte Yad Vashem für ihren Mut bei der Rettung von Juden geehrt. Die Ehrenverleihung des Titels Gerechter unter den Völkern fand 2020 statt.
Im Jahr 2021 wurde im Grazer Bezirk Lend ein Platz nach ihr benannt.

## Leben
Margarete Hoffer wurde in 1906 in Marburg (heutiges Maribor) geboren und katholisch getauft. Ihre Familie übersiedelte bereits 1912 nach Graz und konvertierte zur evangelischen Konfession. Während des Zweiten Weltkriegs, 1940–1945, wurde sie in der württembergischen Landeskirche als „Vikarin auf Kriegsdauer“ eingestellt. Nach einem Jahr übernahm sie zusätzlich pfarrliche Dienste in der Johannesgemeinde in Schwenningen und übte diese bis 1945 aus. Zur selben Zeit war sie als Mitglied der württembergischen Pfarrhauskette aktiv, wo sie ihr Leben riskierte, um jüdische Mitbürger am Fluchtweg über Schwenningen in die Schweiz zu helfen. Nach dem Krieg, im Jahr 1947, schloss sie ihr Studium der Theologie mit Dissertation ab, welche sie an der Universität Tübingen im Fach „Neues Testament“ zum Thema „Metanoia“ schrieb. Sie war erst die dritte Frau die dort promoviert wurde. Ihre Interpretation der Theologie war stark beeinflusst von Karl Barth. Sie siedelte wieder nach Graz und war als Religionslehrerin bis zu ihrer Pensionierung 1970 tätig. Sie wurde 1952 mit dem silbernen Verdienstzeichen des Landes Steiermark durch Landeshauptmann Krainer ausgezeichnet. Bis zu ihrem Tod im Jahr 1991 war sie in der Heilandskirche in Graz aktiv.